# Le Député
Pour plus de détails, voir Fiche technique et Distribution.
Le Député (El diputado) est un film espagnol réalisé par Eloy de la Iglesia, sorti en 1978. 

## Synopsis
Roberto Orbea est député dans un parti de gauche. Homosexuel, il a épousé une camarade du parti, en espérant rester fidèle. Mais il est emprisonné pour ses activités politiques, et il devient l'amant de Nes, un prostitué. À sa sortie de prison, Orbea est élu député, et mène une politique contre le terrorisme. Un groupe de terroriste tardofranquiste paie Nes pour qu'il piège Orbea, afin de le faire tomber politiquement.

## Fiche technique
- Titre : Le Député[1]
- Titre original : El diputado
- Réalisation : Eloy de la Iglesia
- Scénario : Eloy de la Iglesia, Gonzalo Goicoechea et Fermín Cabal
- Production :
- Photographie : Antonio Cuevas
- Montage : Julio Peña
- Musique :
- Langues : castillan
- Format :
- Genre : Drame
- Durée : 110 minutes
- Dates de sortie : 20 octobre 1978

## Distribution
- José Sacristán : Roberto Orbea
- María Luisa San José : Carmen de Orbea
- Ángel Pardo : Nes
- José Luis Alonso : Juanito
- Agustín González : Carrés, chef du groupe d'extrême droite
- Enrique Vivó : Moreno Pastrana, chef du parti d'Orbea
- Queta Claver : la mère de Juanito